# 艾芭·羅爾瓦雀
艾芭·羅爾瓦雀（義大利語：Alba Rohrwacher，1979年2月17日—）是義大利女演員。

## 生平
艾芭·羅爾瓦雀出生於佛羅倫斯，父親是德國人，母親則是義大利人。她的妹妹是導演艾莉絲·羅爾瓦雀。2009年，她因演出《喬凡娜的父親》而獲得大衛獎最佳女主角；2014年，她以《飢餓的心》於第71屆威尼斯影展獲得最佳女演員獎。
2016年，她受邀擔任第66屆柏林影展評審團成員。

## 電影作品
- 2007年:《我的哥哥是獨生子（義大利語：Mio fratello è figlio unico (film)）》(Mio fratello è figlio unico)
- 2008年:《喬凡娜的父親》(Il papà di Giovanna)
- 2012年:《沉睡美人》(Bella addormentata)
- 2014年:《蜂蜜之夏》(Le meraviglie)
- 2014年:《飢餓的心》(Hungry Hearts)
- 2015年:《冰島暖男的春天》(Vergine giurata)
- 2015年:《異色童話集（義大利語：Il racconto dei racconti - Tale of Tales）》(Il racconto dei racconti)
- 2016年:《完美陌生人》（Perfetti sconosciuti）
- 2017年:《神秘工作》（La mécanique de l'ombre）
- 2017年:《命运咖啡馆（英语：The Place (film)）》（The Place）
- 2017年:《伊斯梅尔的幽魂（Les Fantomes d'Ismaël）
- 2018年:《我的女儿》（Figlia mia）
- 2018年:《幸福的拉扎罗》（Lazzaro felice）
- 2018年:《多余的恩典》（Troppa grazia）
- 2019年:《踉跄女孩》（The Staggering Girl）
- 2020年:《末世遗言（英语：Last Words (2020 film)）》（Last Words）
- 2020年:《不一样的天空》（Sous le ciel d'Alice）
- 2020年:《婚姻连系》（Lacci）
- 2021年:《三家有本難唸的經》
- 2021年:《暗处的女儿》
- 2022年:《寻找马歇！（英语：Marcel!）》
- 2022年:《在她们眼中（英语：Le pupille）》
- 2023年:《奇美拉》
- 2024年:《玛丽亚》

## 外部連結
- 艾芭·羅爾瓦雀在互联网电影资料库（IMDb）上的資料（英文）